# T'en va pas
Singles de Elsa
Quelque chose dans mon cœur
(1987)
T'en va pas est une chanson d'Elsa Lunghini, alors appelée uniquement par son prénom Elsa. Elle fait partie de la bande originale du film La Femme de ma vie, de Régis Wargnier, sorti au cinéma en 1986. Il s'agit du premier single de la chanteuse, sorti le 6 octobre 1986 sur le label Disques Carrère. 

## Histoire
La chanson a été composée par Romano Musumarra, avec des paroles de Catherine Cohen et Régis Wargnier. La chanson, une mélodie triste, traite du divorce et de la séparation vus par une petite fille. Elle est d'abord proposée à Jane Birkin qui la refuse. Elsa, alors âgée de treize ans, interprète le thème leitmotiv du film, d'abord dans une scène du film, où elle est au piano avec Jane Birkin, puis en studio.
La chanson sort le 6 octobre 1986 et devient un succès pour la chanteuse, atteignant la première place du Top 50,. Malgré le succès du 45 tours, le contrat liant Elsa avec la maison de disques Carrère sera de courte durée, et ne se prolongera que pour la version anglaise du titre Papa, Please Don't Go. Le père d'Elsa Lunghini, Georges Lunghini, veillant à ce qu'Elsa perçoive son dû sur ses ventes de disques, et le producteur Claude Carrère ayant pour habitude, comme cela a été le cas pour Sheila durant des années, mais comme cela a aussi été le cas durant les années 1980, pour Julie Pietri, Linda De Suza, de ne pas toujours reverser leurs dus aux artistes qui sont sous contrat chez lui[réf. nécessaire]. Elsa restera néanmoins sous contrat avec le producteur Georges Mary jusqu'en 1990, mais cette fois en co-production avec la maison de disques Ariola.
C'est aussi la raison pour laquelle, malgré son énorme popularité, et son énorme vente de disques en 45 tours, T'en va pas ne figurera pas sur le premier album d'Elsa, sorti en novembre 1988 chez Georges Mary-Ariola. Contrairement à Quelque chose dans mon cœur  et Un roman d'amitié également déjà sortis en 45 tours au préalable en novembre 1987 pour le premier, dans une version remix, chez Georges Mary-Ariola, et en juin 1988 chez Mercury pour le second, mais en co-production avec Georges Mary-Ariola.
Elsa a interprété la chanson lors de tous ses concerts publics et apparaît aussi sur le CD live et le DVD éponyme Connexion Live.

## Accueil commercial
T'en vas pas est diffusée à la radio pour la première fois le 12 septembre 1986 et ne tarde pas à s'imposer dans les magasins. Après sa sortie en single le 6 octobre 1986, la chanson entre dans le Top 50 le 6 décembre 1986 et en quelques semaines, elle caracole en tête du classement et s'impose à la première place la première semaine de l'année 1987, détrônant The Final Countdown, du groupe Europe. La chanson est diffusée régulièrement à la radio au cours de l'hiver et du printemps 1987. Après huit semaines consécutives au top, elle cède la place à On se retrouvera de Francis Lalanne. Certifié disque d'or par le Syndicat national de l'édition phonographique pour plus de 500 000 exemplaires certifiés, le single est resté 18 semaines  parmi les dix premières places du Top 50 et 25 semaines dans le classement au total. Elsa est alors la plus jeune artiste à avoir atteint la première place du top. 

## Clip vidéo
Il existe deux clips pour cette chanson. Le premier clip reprend des extraits du film avec Elsa incrustée sur les images du film ; mais la télévision lui préfère le second, qui reprend des extraits du film également avec Elsa, cette fois-ci, en studio, vêtue d'un ensemble noir, fredonnant la chanson.

## Liste des pistes
| A. | T'en va pas                | 3:50 |
| B. | T'en va pas (Instrumental) | 4:45 |

| A. | T'en va pas (Remix)        | 5:32 |
| B. | T'en va pas (Instrumental) | 5:32 |

| 1. | T'en va pas                | 3:57 |
| 2. | T'en va pas (Instrumental) | 4:47 |

La chanson figure également sur la compilation Elsa, l'essentiel 1986-1993, sortie en 1997, dans sa version longue, ainsi que sur le même CD, dans un remix inédit, pour le pressage japonais.

## Crédits
- Elsa – chant
- Catherine Cohen – paroles
- Régis Wargnier –  paroles
- Romano Musumarra – musique, arrangements
- Gianpaolo Bresciani – ingénieur du son
- Georges Lunghini – photographie
- Claude Caudron – conception de pochette

Crédits adaptés des notes du 45 tours,.

## Classements et certifications
| Classement (1986–87)             | Meilleure position |
| -------------------------------- | ------------------ |
| Belgique (Music & Media)         | 3                  |
| Europe (European Hot 100)        | 17                 |
| France (SNEP)                    | 1                  |
| Pays-Bas (Nederlandse Tipparade) | 9                  |
| Pays-Bas (Nationale Hitparade)   | 41                 |
| Québec (Palmarès francophone)    | 8                  |

| Classement (2014–16)              | Meilleure position |
| --------------------------------- | ------------------ |
| Belgique (Back Catalogue Singles) | 39                 |
| France (SNEP)                     | 171                |

| Classement (1987)          | Position |
| -------------------------- | -------- |
| Europe (Eurochart Hot 100) | 49       |
| France (SNEP)              | 8        |

### Certifications
| Pays          | Ventes certifiées | Cumul ventes | Certification |
| ------------- | ----------------- | ------------ | ------------- |
| France (SNEP) | 500 000           | 800 000      | Or            |

## Reprises
En 1987, la chanson est reprise en japonais par la chanteuse Taeko Onuki sur son album A Slice of Life sous le titre Kare to kanojo no sonetto (彼と彼女のソネット, littéralement Sonnet d'homme et femme) et le mangaka Tite Kubo a choisi la chanson pour représenter[pas clair] le personnage de Inoue Orihime de sa série Bleach. Une autre reprise, interprétée par Tomoyo Harada, est également choisie par Type-Moon pour représenter[pas clair] le personnage de Satsuki Yumizuka du visual novel Tsukihime[pertinence contestée].
L'humoriste et musicien Didier Super reprend également ce titre, dans une version punk rock, parue sur son album La Merde des autres en 2009.
Le rappeur Daddy Lord C a repris le titre en duo avec Elsa sous le titre Ne pars pas, dans une version rap, parue sur son album Le Fruit des sacrifices de 2011.
La chanteuse Joyce Jonathan l'a également repris pour l'album collectif Les Enfants du Top 50, en 2014.